# Evolución social
Evolución social es una subdisciplina de la biología evolutiva que se centra en el comportamiento social como adaptación para distintos individuos más allá del propio actor. El comportamiento social puede categorizarse en cuatro tipos según sus consecuencias adaptativas para actor y receptor:
- Mutualista o mutuamente beneficioso: incrementa la adaptación tanto del actor como del receptor.
- Egoísta: incrementa la adaptación del actor y disminuye la del receptor.
- Altruista: incrementa la adaptación del receptor y disminuye la del actor.
- Rencoroso o por despecho: disminuye la adaptación tanto del actor como del receptor.

Esta clasificación se debe a W. D. Hamilton, quien proponía que la selección natural favorece los comportamientos mutuamente beneficiosos o los egoístas, mientras que la selección de parentesco puede explicar el altruismo y el rencor.
Especialmente en el campo de la antropología social, la evolución social suele entenderse como la evolución de las estructuras y sistemas sociales.
En 2010, E. O. Wilson, fundador de la moderna sociobiología, propuso una nueva teoría de la evolución social. Argumenta que la aproximación tradicional, que se centra en la eusocialidad tiene limitaciones, que ilustra con ejemplos extraídos del mundo de los insectos.